# Turinyphia maderiana
Turinyphia maderiana är en spindelart som först beskrevs av Schenkel 1938.  Turinyphia maderiana ingår i släktet Turinyphia och familjen täckvävarspindlar.
Artens utbredningsområde är Madeira. Inga underarter finns listade i Catalogue of Life.